# Kaulon
Kaulon beziehungsweise Kaulonia oder auch Caulonia ist eine antike Stadt in Bruttium, heute Kalabrien.
Kaulon liegt an der östlichen Küste von Kalabrien auf dem Gebiet der Gemeinde Monasterace. Der Ort wurde von Kolonisten aus Achaia, Muttergriechenland vor 700 v. Chr. gegründet. Man nimmt an, dass sich der Name von einem Bürger namens Kaulos ableitete. Schon einige Jahrzehnte nach der Gründung bildete die Stadt Allianzen mit Kroton (auch Bruttium) und Sybaris (später Thurioi in Lukanien). Diese Städte waren ebenfalls achaische Gründungen. Die große Anzahl der prächtig geprägten Münzen lässt auf eine floriende Wirtschaft schließen. Kaulon wurde 388 v. Chr. zerstört.
Durch Winterstürme 2013/2014 wurde der archäologische Ort stark beschädigt.
Die Kleinfunde, die bei den Ausgrabungen ans Licht kamen, sind im Museo Archeologico Nazionale di Reggio Calabria ausgestellt.

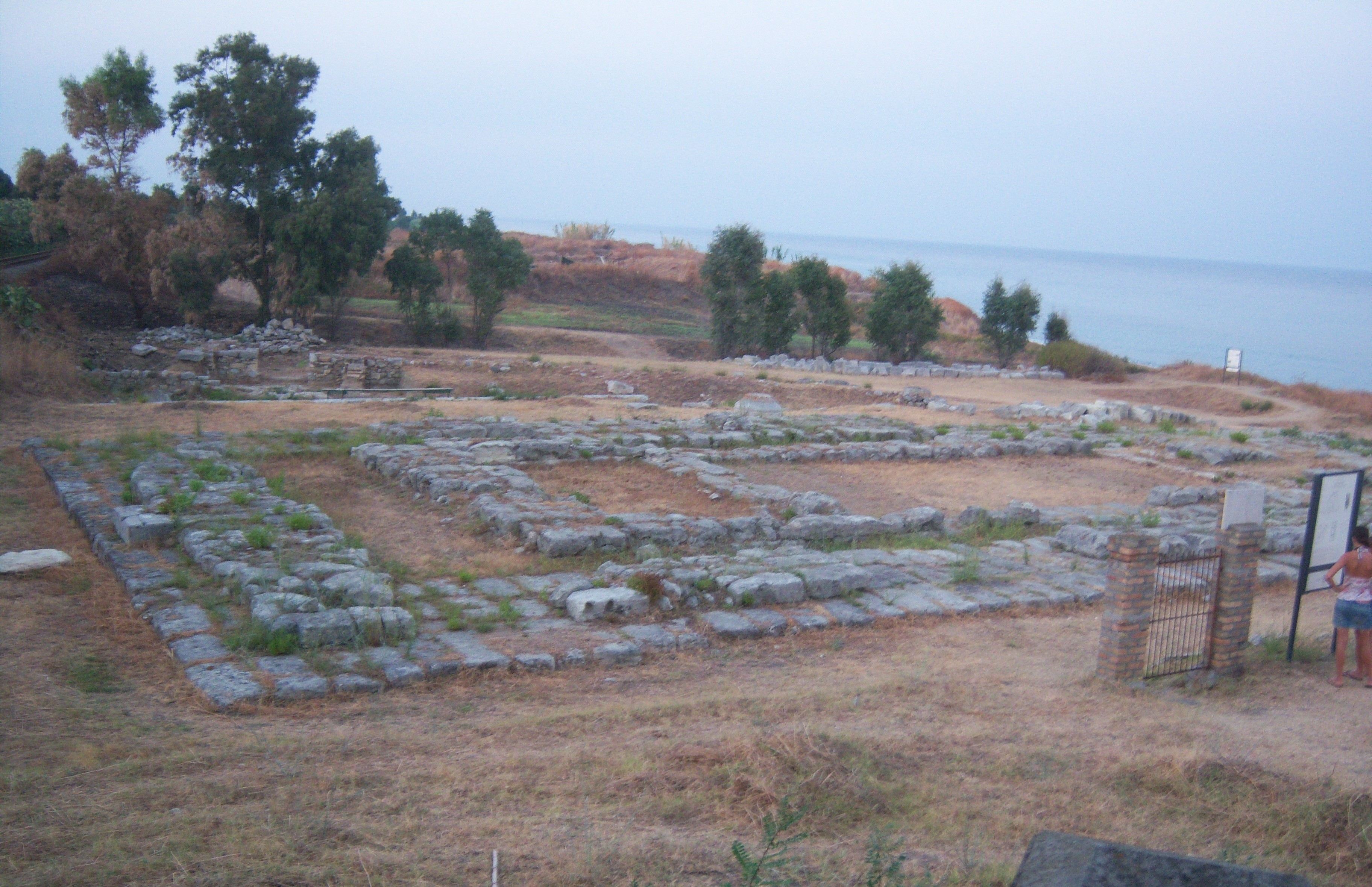
Kaulon
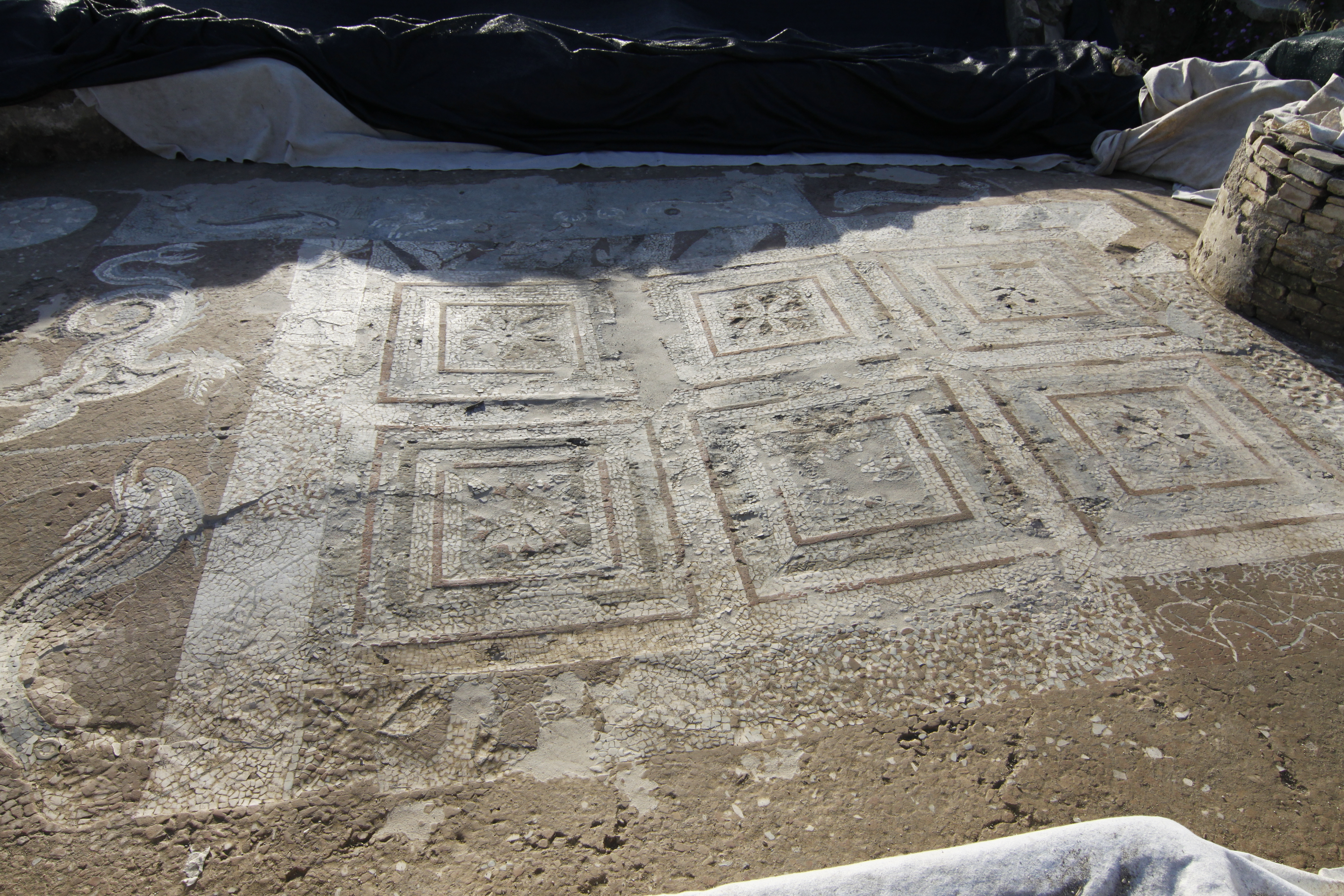
Mosaik
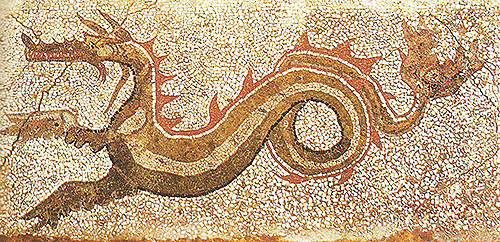
Mosaik aus Kaulon
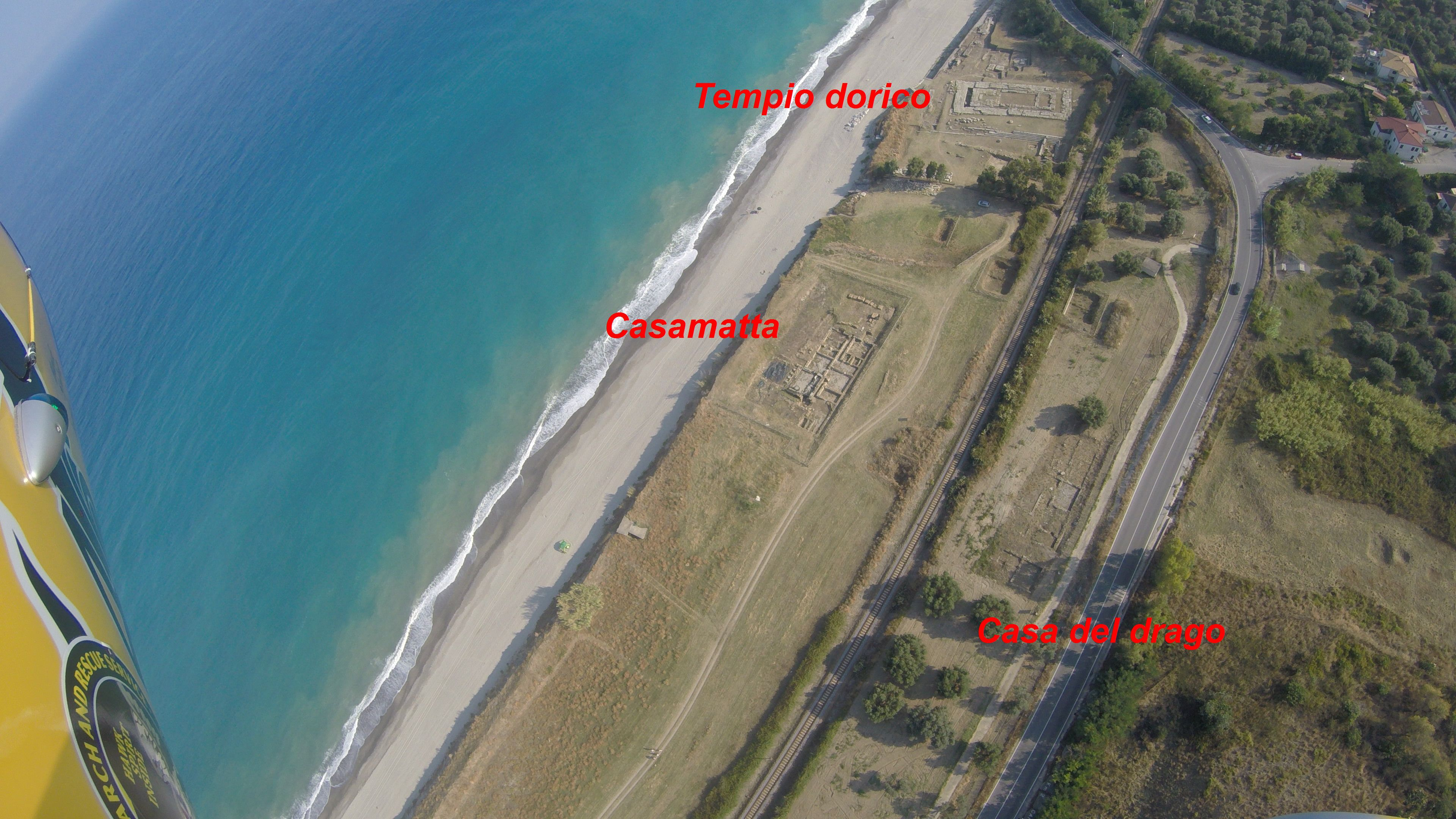
Kaulon von oben (2016)